# Pneumophionyssus aristoterisi

Pneumophionyssus aristoterisi (лат.) — вид клещей (Dermanyssoidea) из отряда Mesostigmata. Рассматривают или в отдельном семействе Pneumophionyssidae или в составе семейства Entonyssidae. Обнаружены в Южной Америке (Бразилия). Паразитируют в дыхательных путях змей таких видов, как Эскулапова псевдокоралловая змея (Erythrolamprus aesculapii) из семейства гладкозубые змеи (Boigidae).